# Асмоловский театр
Асмоловский театр — театр Ростова-на-Дону; находился на Таганрогском проспекте (ныне — Будённовский проспект), на месте существовавшего в 2000-е годы рынка «Новый быт» (в районе Будённовского проспекта, д. 40).

## История

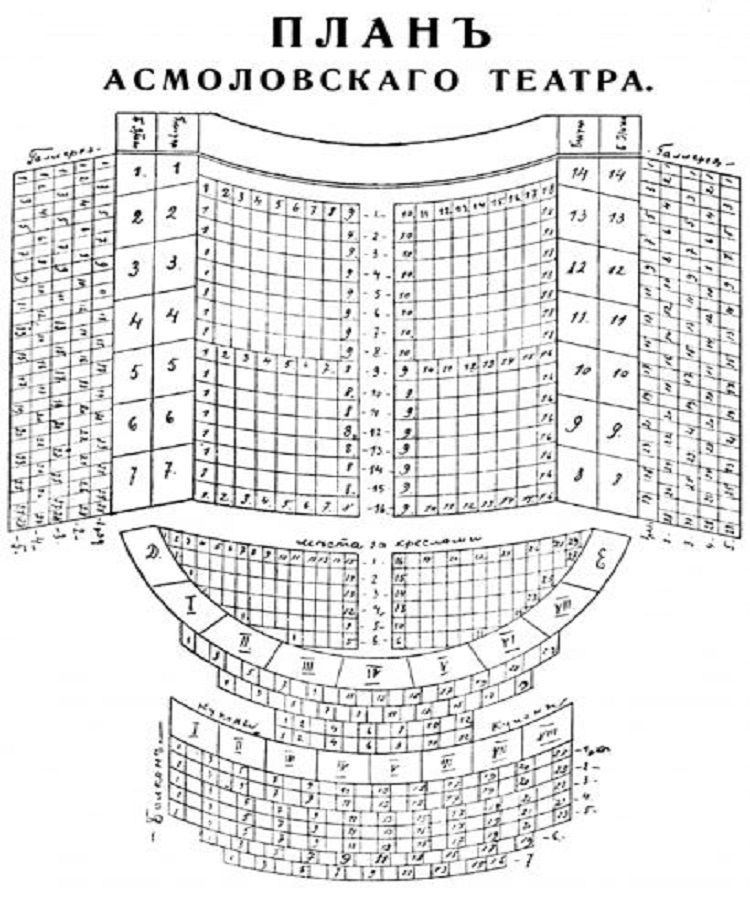
План Асмоловского театра

В 1882 году ростовский владелец табачной фабрики В. И. Асмолов получил разрешение городской думы выстроить театр на Таганрогском проспекте, между Большой Садовой и Кузнецкой (ныне — Пушкинской) улицами. Проект театра выполнил архитектор В. И. Зуев. Это вызвало возмущение владельцев уже работавшего Гайрабетовского театра, и градоначальство разрешило спор, поименовав театр Асмолова концертным залом. 19 октября 1883 года в Асмоловском театре в первый раз открылся занавес. За 38 лет своего существования театр вырастил театральную публику, сделал Ростов-на-Дону театральным городом. Долгое время Асмоловский театр был самым вместительным. Даже когда в городе появились еще залы такой же вместимости (около тысячи мест), Асмоловский остался в числе самых вместительных. В 1894 году на роль режиссёра в театр был приглашен Николай Синельников — в то время известный театральный деятель и актер. Почти вся русская драматическая классика была поставлена на сцене Асмоловского театра, где выступали Н. Н. Синельников, Н. И. Собольщиков-Самарин, К. А. Марджанов, Н. П. Рощин-Инсаров, М. Блюменталь-Тамарина, С. Кузнецов, В. Далматов, Я. В. Орлов-Чужбинин, П. Вульф, М. Юрьева, Н. Васильев, П. Муромцев и другие.
Сам Асмолов вначале очень любил своё детище и в сезоне 1886—1887 годов держал антрепризу, но не совсем удачно. С возрастом, возможно, устав от болезней, он остыл к театру и в 1910 году продал его. Новыми хозяевами стали — присяжный поверенный Л. Ф. Волкенштейн и И. М. Файн, потомственный почетный гражданин, представитель акционерного общества «Трамвай» в Ростове-на-Дону. Будучи сами театралами, владельцы театра дали новый импульс театральной жизни Ростова-на-Дону. 
В Первую русскую революцию, как и многие другие театральные заведения города, театр был местом митингов и собраний. С началом Октябрьской революции спокойная театральная жизнь закончилась — в 1918 году решением казачьего круга театр был «за ненадобностью» упразднён. С приходом в город Красной армии жизнь театра возродилась, и в январе 1920 года на его сцене прошел первый советский спектакль «Красная правда». 17 марта этого же года театр был национализирован, а с 12 апреля носил имя народного комиссара просвещения А. В. Луначарского. В последний раз занавес Асмоловского театра открывался в ноябре 1920 года. Ночью 28 ноября здание охватило пламя; в пожаре сгорели все декорации, реквизит, костюмы, а также личные вещи актеров. После этого театр не восстанавливался, а его труппа, уже с именем наркома Луначарского, перешла на работу в Театр Машонкиных, который стал после этого главным театром Ростова-на-Дону.